# Steven Kleiman
Steven Lawrence Kleiman (né à Boston le 31 mars 1942) est un mathématicien américain.

## Carrière professionnelle
Kleiman est professeur de mathématiques au Massachusetts Institute of Technology. Il a fait ses études universitaires undergraduate au MIT. Il obtient son Ph. D. à l'université Harvard sous la direction d'Oscar Zariski en 1965 avec une thèse intitulée « Toward a Numerical Theory of Ampleness », après y avoir étudié avec Oscar Zariski et David Mumford et suivi les cours d'Alexandre Grothendieck. Il est ensuite J. F. Ritt Instructor, puis assistant et professeur associé à l'université Columbia. Entre 1966 et 1970 il assiste régulièrement aux séminaires de Grothendieck à l'IHES. Il rejoint le corps professoral du MIT en 1969.

## Contributions
Kleiman est connu pour ses travaux en géométrie algébrique et en algèbre commutative. Il a fait des contributions fondamentales en cohomologie motivique, en théorie des modules, en théorie des intersections et en géométrie énumérative. Il est l'un des auteurs les plus prolifiques dans ces domaines

## Prix et distinctions
Kleiman était bénéficiaire de la prestigieuse bourse postdoctorale de l'OTAN (1966-1967), d'une bourse Sloan (1968) et d'une bourse Guggenheim (1979).
En 1989, l'université de Copenhague lui a décerné un doctorat honoris causa et en mai 2002, l'Académie norvégienne des sciences et des lettres a organisé une conférence en l'honneur de son 60e anniversaire et l'a élu membre étranger. En 1992, Kleiman a été élu membre étranger de l'Académie royale danoise des sciences et des lettres.
En 2012, il est devenu membre de l'American Mathematical Society. Il a été conférencier invité au Congrès international des mathématiciens de Nice en 1970 (Finiteness theorems for algebraic cycles).

## Publications (sélection)
- Allan B. Altman et Steven L. Kleiman, Introduction to Grothendieck duality theory, Springer-Verlag, coll. « Lecture Notes in Mathematics », 1970.
- Steven L. Kleiman, « Toward a numerical theory of ampleness », Annals of Mathematics Second Series, vol. 84, no 3,‎ 1966, p. 293–344 (DOI 10.2307/1970447, JSTOR 1970447).
- Steven Kleiman, « Algebraic cycles and Weil conjectures », dans Jean Giraud, Alexander Grothendieck, Steven Kleiman et Michèle Raynaud (éditeurs), Dix Exposés sur la Cohomologie des Schémas, North-Holland, Amsterdam; Masson, Paris, coll. « Advanced studies in pure mathematics » (no 3), 1968 (MR 0269663, lire en ligne), p. 359–386.
- Steven L. Kleiman, « The transversality of a general translate », Compositio Mathematica, vol. 28, no 3,‎ 1974, p. 287–297.
- Allen B. Altman et Steven L. Kleiman, « Compactifying the Picard scheme », Advances in Mathematics, vol. 35, no 1,‎ 1980, p. 50–112 (DOI 10.1016/0001-8708(80)90043-2 ).
- Steven Kleiman et Anders L. Thorup, « A geometric theory of the Buchsbaum-Rim multiplicity », Journal of Algebra, vol. 167, no 1,‎ 1994, p. 168–231 (DOI 10.1006/jabr.1994.1182 ).
- T. Gaffney et Steven L. Kleiman, « Specialization of integral dependence for modules », Inventiones mathematicae, vol. 137, no 3,‎ 1999, p. 541–574 (DOI 10.1007/s002220050335, arXiv alg-geom/9610003).